# Diane Arbusová
Diane Arbusová (nepřechýleně Arbus; roz. Nemerov) (14. března 1923 New York City – 26. července 1971) byla americká fotografka, známá svými portréty lidí na pokraji společnosti, jako jsou transvestité, trpaslíci, giganti, prostitutky, ale také dvojčata nebo lidé v neobvyklých pózách a situacích.

## Život a dílo
Diane Arbusová (roz. Nemerov) se narodila ve městě New York City v židovské rodině, jako mladší sestra Howarda Nemerova, který byl básníkem.
Za muže si vzala Allana Arbuse, který pracoval jako herec a fotograf. Spolu měli dvě dcery. Jejich první dcera Doon se narodila v roce 1945 a později se stala spisovatelkou. Jejich druhá dcera Amy se narodila v roce 1954 a stala se fotografkou.
Diane a Allan Arbusovi začali žít odděleně v roce 1959 a rozvedeni byli v roce 1969.
Arbusová je řazena k takzvané „Newyorské škole fotografie“, která s oblibou od 30. do 70. let dvacátého století využívala různé druhy neostrosti. Nebyla to instituce v pravém slova smyslu, ale šestnáct autorů (narozených od 1898–1934) žijících a tvořících v New Yorku. Jednalo se o fotografy, jejichž jména jsou dnes již legendami: Robert Frank, Alexey Brodovitch, Ted Croner, Bruce Davidson, Don Donaghy, Louis Faurer, Richard Avedon, Sid Grossmann, William Klein, Saul Liter, Leon Levinstein, Helen Levitt, Lisette Model, David Vestal a Weegee.
| „             | Fotografie musí být vždy o něčem a to o čem je, musí být vždy významnější a komplikovanější než samotná fotografie. | “ |
| — Diane Arbus | |   |

Na snímku Identická dvojčata se zabývá podobností dvojčat. Stejným tématem se zabývaly autorky Tereza Vlčková (cyklus Two – Dvojice), Loretta Lux (Sasha and Ruby), Rineke Dijkstra (Chen a Efrat), Dagmar Hochová, August Sander, Mary Ellen Mark, Wendy McMurdo nebo Chantal Michel.

## Granty
V roce 1963 Arbusová získala Guggenheimovo stipendium. Druhé Guggenheimovo stipendium získala v roce 1966. Muzeum moderního umění pak o rok později představilo její dílo jako Nový dokument současně s díly autorů Garryho Winogranda a Lee Friedlandera. Vyučovala také fotografii na Parsonově škole designu v New Yorku a Hampshire College v Amherstu v Massachusetts.

## Smrt
V červenci 1971 Arbusová ve svých 48 letech v Greenwich Village spáchala sebevraždu. Předávkovala se barbituráty a podřezala žíly na zápěstí.

## Fotografie
Příklady fotografií Diany Arbus:
- Child with Toy Hand Grenade in Central Park (Dítě s hračkou ručního granátu v Central parku),[16] New York City 1962, na snímku je zachycen Colin, syn wimbledonského vítěze Sidneyho Woodse.
- Identical Twins (Identická dvojčata), Roselle, New Jersey, 1967, tato fotografie byla prodána 27. dubna 2004 za 478.400 amerických dolarů.[17]
- Jewish Giant at Home with His Parents in The Bronx, New York[18], 1970 – Eddie Carmel, Židovský obr.
- Masked Woman in a Wheelchair, Pensylvánie, 1970

## Zastoupení ve sbírkách
Její fotografie jsou také součástí sbírky Fotografis, která byla představena na začátku roku 2009 v Praze.
- Institut umění v Chicagu, (anglicky) Art Institute of Chicago, Chicago, Illinois, USA[20]

## Film
Životem Diany Arbusové byl inspirován film Diane Arbus: Příběh jedné obsese (původní anglický název Fur: An Imaginary Portrait of Diane Arbus) z roku 2006. Fotografku ztvárnila Nicole Kidman.